# Armata a 1-a Română
Die Armata a 1-a Română (deutsch 1. Armee) war ein militärischer Verband der Streitkräfte des Königreichs Rumänien im Ersten und Zweiten Weltkrieg. Die Armee wurde 1916 gegründet und wurde im Jahr 2000 aufgelöst.

## Erster Weltkrieg
Im Zuge der erfolgreichen russischen Brussilow-Offensive trat das neutrale Rumänien Ende August 1916 in den Krieg gegen die Mittelmächte ein. Die rumänische 1. Armee unter General Culcer brach vom Süden her bis zu 80 Kilometer tief in Siebenbürgen ein und besetzte Kronstadt (Brașov). Die Front verlief quer über einen Gebirgszug, dem durchgehend fast 2000 Meter hohen Czibin-Gebirge (Zibinsgebirge), dem sich nach Osten das Fogarascher Gebirge anschloss. Am 29. August rückte die Vorhut der rumänischen 4. Infanterie-Division in Kronstadt ein. Die rumänische 3. Division nahm Törzburg und schob Truppen vorsichtig gegen Zărnești vor. Die 1. Armee wollte am rechten Flügel mit der Alt-Lotrugruppe (2. Division) defensiv zu bleiben, die Mitte sollte den Roten-Turm-Pass und die Übergänge in das Zoodt-Bachtal öffnen und auf Hermannstadt vorrücken. 
Nachdem sich die k.u.k. 1. Armee der rumänischen 2. Armee entgegenwarf, traf  die deutsche 9. Armee unter General von Falkenhayn im Raum nördlich von Hermannstadt ein. Die Rumänen hatten das Zibins-Gebirge, den Roten-Turm Pass und die Ebene von Fogaras bis zum oberen Alt-Abschnitt besetzt. Im Westen hatte ihre Orșova-Gruppe (rumänische 1. und 2. Division) die Ausläufer des Zibins-Gebirges bis Orlat Guraro und Poplaka besetzt. Das deutsche Alpenkorps hatte sich bei Sinna und Poianu versammelt und begann schnell mit der Umgehung des gegenüber liegenden Armeekorps. General Ioan Popovici, Kommandant des rumänischen I. Korps, führte seit dem 14. September den Befehl vor Hermannstadt. Das Korps hatte eine 55 Kilometer breite Stellung besetzt, die südlich und südöstlich der Stadt entlang der Linie Racoviţa-Sacadat-Caşolt-Flussmündung verlief, die Flanken rechts in Fogaraser, links zum Czibin-Gebirge reichend. Rechts stand die 13. Infanterie-Division (Brigadegeneral Ioan Oprescu) und links die 23. Infanterie-Division (Brigadegeneral Matei Castriş, ab 9. September Oberst Traian Moşoiu) von Kastenholz Cașolț an eine Frontbreite von 22 Kilometern. Östlich von Hermannstadt störte den rumänischen Weitermarsch die Aufklärungstätigkeit des deutschen Kavallerie-Korps Schmettow.
Am 23. September erreichte das über das Westende der Saumwege vorstoßende deutsche Alpenkorps den Cindrelu-Abschnitt. General Culcer erbat für den Fall eines gegnerischen Angriffes Hilfe vom linken Flügel der 2. Armee unter General Crainceanu. Um den bedrohten Rücken des I. Korps vollständig freizubekommen, sandte General Culcer während der folgenden Schlacht bei Hermannstadt größere Teile der an der Donau stehenden 20. Division eiligst nach Norden, um vom Lotrutal aus den Grenzrücken westlich des Roter-Turm-Pass anzugreifen. 
Der Ende September 1916 erfolgte Rückzug der 1. Armee über die verschneiten Berge der Karpaten brachte weitere Verluste, die Gebirgstruppen des Gegners blieben ihnen dicht auf den Fersen. Die Truppen des Generals Prezan versuchten am 1. Oktober, bei Ratosnya und im Kelemen-Gebirge eine neue Front aufzubauen. Am 5. Oktober wurden die Nachhuten der rumänischen 1. Armee im Geisterwald eingeholt und angegriffen. In der folgenden Schlacht von Kronstadt am 7./8. Oktober konnten die vereinigten Truppen der Mittelmächte die Rumänen erneut zurückwerfen.
Am 8. August 1917 begann an der nördlichen Mărăşeşti-Front einer österreichisch-ungarische Offensive am Oituz-Pass. Die gegenüber liegende rumänische 1. Armee unter General Grigorescu hielt bis zum 30. August ihre Linien gegen überlegene feindliche Kräfte, erst danach konnte die Armeegruppe Gerok die Front der Rumänen etwa 2–6 km tief aufbrechen.

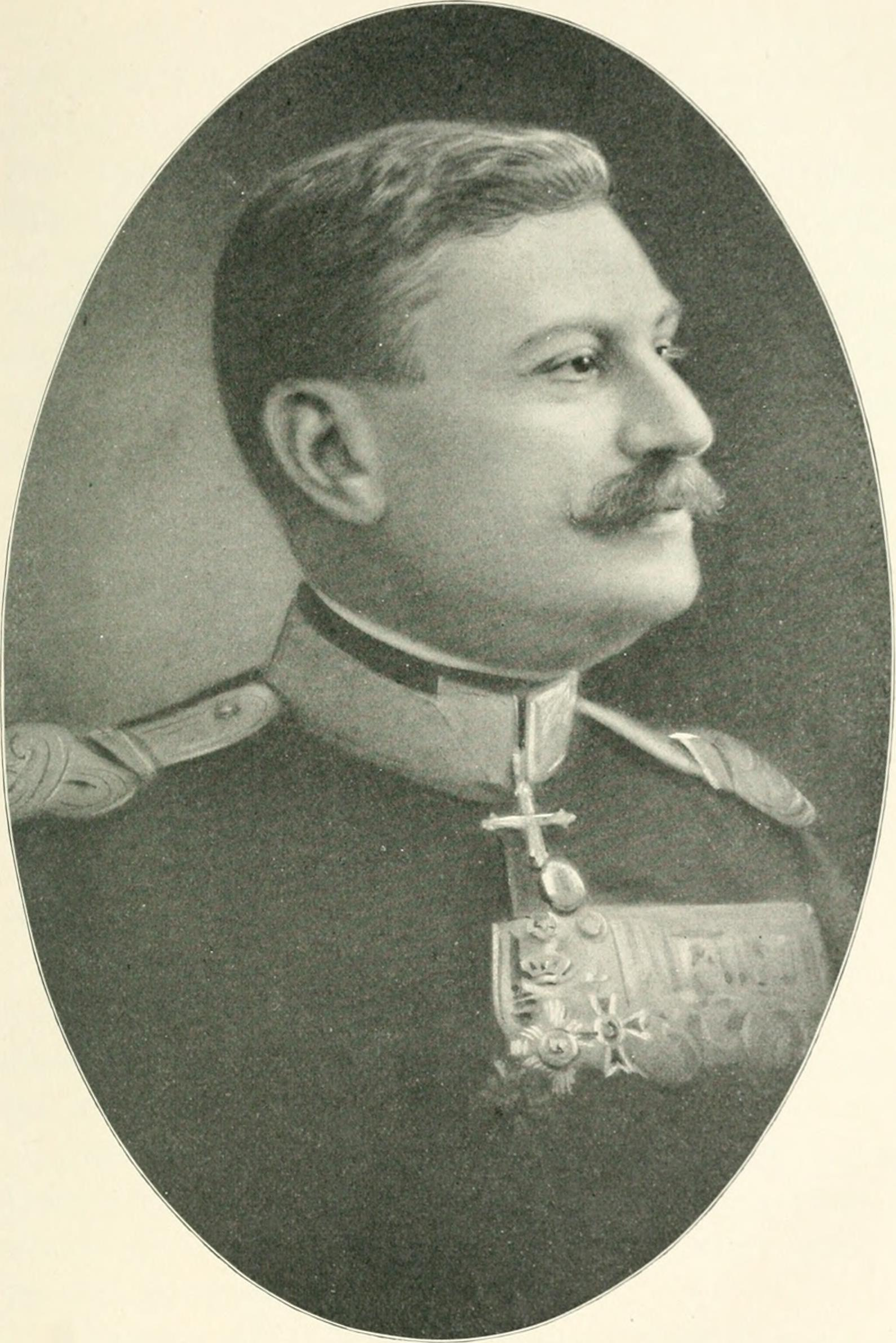
Eremia Grigorescu

### Oberbefehlshaber
- Ioan Culcer (15. August 1916 – 11. Oktober 1916)
- Ion Dragalina (11. Oktober 1916 – 12. Oktober 1916)
- Nicolae Petala (13. Oktober 1916 – 21. Oktober 1916)
- Paraschiv Vasilescu (21. Oktober 1916 – 12. November 1916)
- Dumitru Strătilescu (13. November 1916 – 19. Dezember 1916)
- Constantin Cristescu (11. Juni 1917 – 12. August 1917)
- Eremia Grigorescu (12. August 1917 – 1. Juli 1918)